# IC 326
IC 326 је елиптична галаксија у сазвјежђу Еридан која се налази на листи објеката дубоког неба у Индекс каталогу.
Деклинација објекта је - 14° 25' 30" а ректасцензија 3h 30m 36,5s. Привидна величина (магнитуда) објекта IC 326 износи 14,2 а фотографска магнитуда 15,2. IC 326 је још познат и под ознакама MCG -3-9-49, NPM1G -14.0173, PGC 13030.